# Valdir Mamede
Valdir Mamede (Silvianópolis, 21 de julho de 1961) é um prelado católico brasileiro. É bispo emérito de Catanduva.

## Estudos e vida religiosa
Valdir Mamede ingressou na Congregação dos Missionários Filhos do Imaculado Coração de Maria (Claretianos), em Pouso Alegre, em 1979, onde emitiu seus primeiros votos em 1981.
Realizou estudos de Filosofia no período de 1981 a 1983, na Pontifícia Universidade Católica de Minas Gerais. Estudou Teologia no período de 1984 a 1987 no Studium Theologicum de Curitiba. Licenciado em Direito Canônico pela Pontifícia Universidade Santo Tomás de Aquino, em Roma, doutorou-se em Direito Canônico pela Pontifícia Universidade Lateranense, em Roma, no ano de 2002.

## Presbiterato
Foi ordenado presbítero no dia 21 de maio de 1988, pelas mãos de Dom João Bosco Oliver de Faria, bispo auxiliar de Pouso Alegre. Ingressou no clero da Arquidiocese de Brasília em 2003 e foi nela incardinado no ano de 2006.

### Principais atividades pastorais
Padre Mamede desempenhou, entre outras atividades, as seguintes funções:
- Vigário paroquial na Paróquia do Imaculado Coração de Maria, em Pouso Alegre  (1988);
- Vigário paroquial (1989-1992) e pároco (1992-1995) da Paróquia Imaculado Coração de Maria no Rio de Janeiro;
- Pároco da Paróquia Nossa Senhora do Perpétuo Socorro, em Brasília (1992-2000);
- Pároco da Paróquia Nossa Senhora do Carmo, em Brasília (2007-2013);
- Pároco da Paróquia Imaculado Coração de Maria, Brasília;
- Vigário judicial adjunto do Tribunal Eclesiástico de Brasília (2004-2007);
- Professor de Direito Canônico no Seminário Arquidiocesano Nossa Senhora de Fátima de Brasília (2004 –);
- Professor no Curso Superior de Teologia da Arquidiocese de Brasília;
- Presidente do Tribunal Eclesiástico Interdiocesano e de Apelação de Brasília;
- Membro do Conselho Presbiteral Arquidiocesano;
- Membro do Conselho Episcopal;

## Episcopado
Foi nomeado bispo titular de Naísso e auxiliar de Brasília pelo Papa Bento XVI, no dia 6 de fevereiro de 2013. Sua ordenação episcopal ocorreu no dia 16 de março de 2013.
No dia 10 de julho de 2019 foi nomeado, pelo Papa Francisco, bispo para a Diocese de Catanduva-SP

### Controvérsias
Em março de 2024, Dom Valdir Mamede foi denunciado por um padre da mesma diocese por crimes de estupro e assédio sexual. Segundo a vítima, os incidentes ocorreram em 2023, incluindo um episódio na residência do então bispo, onde Mamede, alegadamente alcoolizado, teria cometido violência sexual. O padre também relatou chamadas de vídeo em que Mamede se expunha de forma inadequada e uma segunda tentativa de abuso, que foi impedida. A denúncia foi inicialmente apresentada à Nunciatura Apostólica, que determinou uma investigação interna conduzida pelo arcebispo de Ribeirão Preto, Dom Moacir Silva. A Diocese de Catanduva declarou não compactuar com condutas ilícitas e afirmou colaborar com as autoridades.
Mamede renunciou ao cargo de bispo em 1º de novembro de 2023, que foi aceito pelo Papa Francisco, conforme comunicado do Vaticano, sem justificativa oficial. A vítima, que registrou boletim de ocorrência em 2024, alegou que a denúncia policial foi motivada pela volta de Mamede à diocese após o afastamento e por ameaças percebidas. O caso, sob investigação policial conduzida pelo delegado Adriano Pitoscia, está em segredo de Justiça. Até a última atualização da imprensa, Mamede não havia se manifestado sobre as acusações.